# Кхагвэй

33 буквы бирманского письма

Кхагвэй (закрученное кха) — название второй буквы бирманского алфавита. Произносится как «кха».
По совпадению, кхагвэй является омоглифом второй буквы татарского алфавита и казахского алфавита (см. Буква Ә). В сингальских палийских текстах соответствует букве махапрана каянна, в тайских палийских текстах соответствует букве кхокхай (яйцо).

## Тэда (грамматика)
Этэйпьясалоу — грамматический показатель прошедшего времени «кхэ» (салоупау: кхагвэ-наупьин-аукамин-кхэ).
- Кхэн — показатель приблизительного счёта.

## Бжитвэ
- Кхагвэяпин
- Кхагвэяйи
- Кхагвэуасхвэ
- Кхагвэяпинуасхвэ
- Кхагвэяйиуасхвэ